# Boeing C-97 Stratofreighter
El Boeing C-97 Stratofreighter (Model 367) fue un avión de transporte militar de largo alcance cuatrimotor de ala baja fabricado por la compañía estadounidense Boeing durante los años 40 y 50 basándose en el bombardero Boeing B-29 Superfortress. El proyecto comenzó en 1942, realizando el primer vuelo el 9 de noviembre de 1944, construyéndose 60 unidades entre 1947 y 1958, u 888 si se tienen en cuenta todas las variantes que existieron, destacando el avión cisterna Boeing KC-97 Stratotanker (728 unidades fabricadas) y el de transporte civil Boeing 377 (56 unidades fabricadas).
El C-97 Stratofreighter fue empleado durante el Bloqueo de Berlín, en la guerra de Corea y en la de Vietnam. Algunos ejemplares también se usaron como puestos de mando del Mando Aéreo Estratégico estadounidense, y otros recibieron diferentes modificaciones para que fueran usados por los escuadrones de salvamento y recuperación aeroespacial.

## Desarrollo

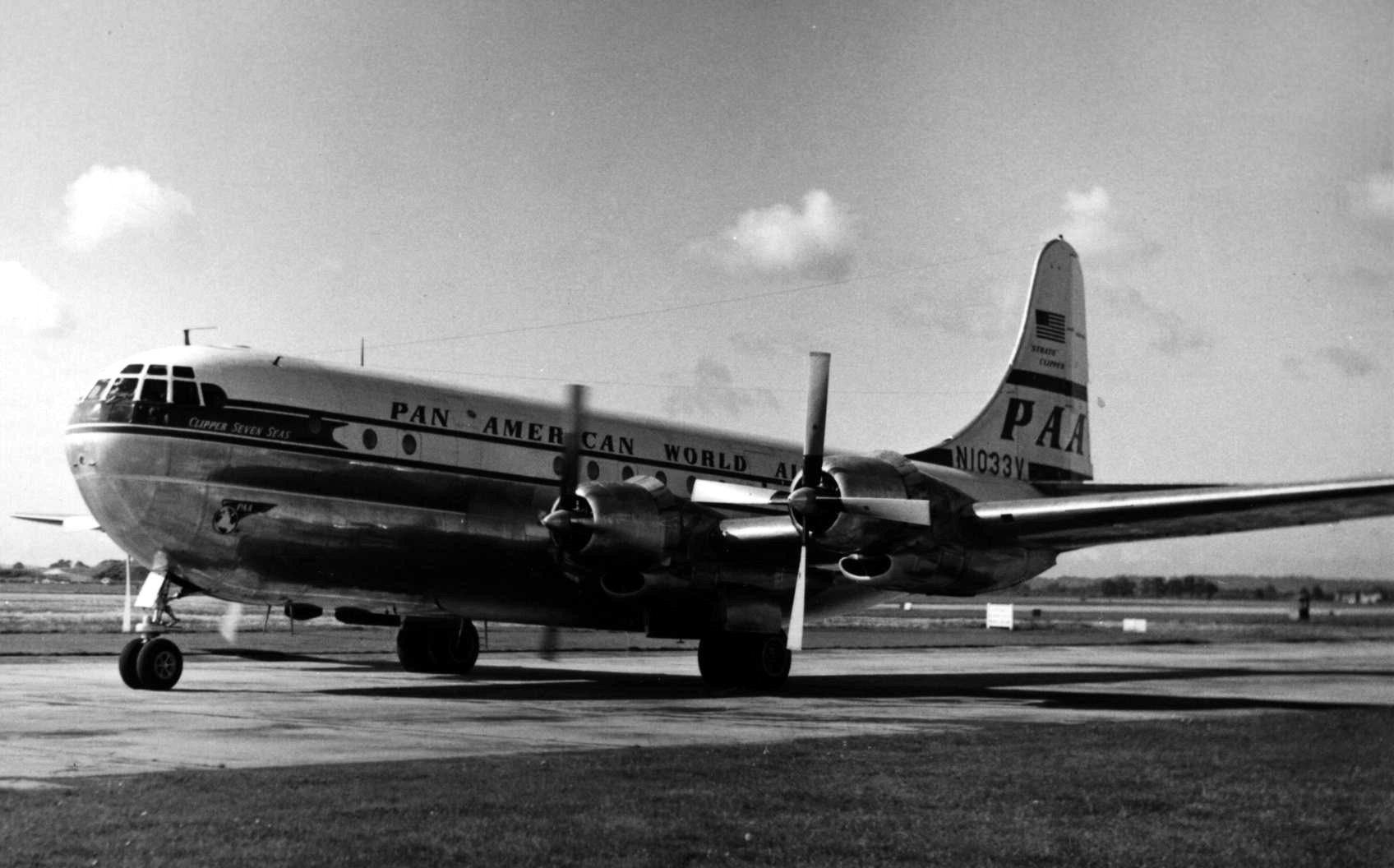
Boeing 377 Stratocruiser de la compañía estadounidense Pan American World Airways en el Aeropuerto de Londres-Heathrow.

El Boeing C-97 Stratofreighter se desarrolló a finales de la Segunda Guerra Mundial con la instalación de un fuselaje superior en el inferior y la estructura alar de un bombardero Boeing B-50 Superfortress, dejando una sección transversal que se asemejaba a dos burbujas unidas.
El prototipo, denominado XC-97, estaba impulsado por motores radiales Wright R-3350 que proporcionaban 1640 kW (2200 hp), y contaba con una rampa y un elevador para ayudar a la carga y descarga de suministros y personal en el mismo. El 9 de enero de 1945, el avión realiza su primer vuelo a los mandos del mayor Curtin L. Reinhardt, que cubrió el trayecto de Seattle a Washington D. C. en 6 horas y 4 minutos transportando 20 000 libras de carga, con una velocidad media de 616 km/h (383 mph), lo que en aquel momento fue un gran resultado para un avión de ese tamaño. Los aviones de producción pasaron a contar con motores radiales Pratt & Whitney Wasp Major de 2610 kW (3500 hp), el mismo que el B-50.
El C-97 contaba con una capacidad para 16 toneladas (35 000 libras) de carga útil, y podía transportar dos camiones o tanques ligeros. También se convirtió en el primer avión de transporte producido que presentaba una cabina presurizada, lo que hizo que las misiones de largo alcance resultaran más cómodas para la tripulación y los pasajeros.

## Historia operacional
El Stratofreighter participó en la guerra de Corea como transporte de evacuados y heridos. También durante la guerra civil de Nigeria. El Mando Aéreo Estratégico de la Fuerza Aérea de los Estados Unidos utilizó el C-97 desde 1949 hasta 1978, sirviendo de base para el desarrollo de otros modelos, como el Boeing KC-97 Stratotanker, un avión cisterna del que se fabricaron 728 unidades, cifra que superaba ampliamente a los 60 C-97 fabricados. También el C-97 fue utilizado para el desarrollo de una versión de pasajeros, que recibió la denominación Boeing 377 Stratocruiser, y contaba con un interior lujoso para la realización de viajes transoceánicos, y en el que se podían instalar camas en su cabina inferior, o un pequeño bar con 14 asientos al que se accedía mediante una escalera de caracol.

## Variantes

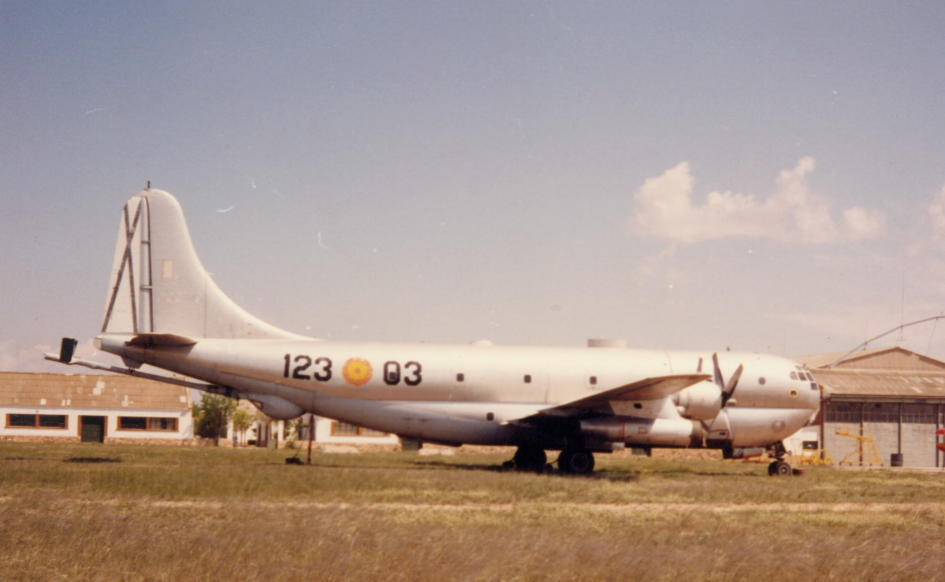
Boeing KC-97L Stratotanker del Ejército del Aire de España.

XC-97
Prototipo. Tres unidades construidas.
YC-97
Transporte de carga. Seis unidades construidas.
YC-97A
Transporte de tropas. Tres unidades construidas.
YC-97B
Versión equipada con 80 asientos al estilo de un avión comercial. Una única unidad construida, redesignada VC-97D.
C-97A
Transporte. 50 unidades construidas.
KC-97A
Tres C-97A fueron convertidos en aviones cisterna, con la compuerta de carga trasera retirada y bombas de aprovisionamiento de combustible instaladas. Más tarde fueron nuevamente reconvertidos en C-97A.
C-97C
Versión de evacuación médica. 14 C-97A fueron convertidos durante la guerra de Corea. También fueron denominados MC-97.
VC-97D
Versión de transporte de altos cargos. Fueron un YC-97A, dos C-97A y el YC-97B los aviones convertidos en esta versión. Después fue redesignado C-97D.
C-97E
KC-97E convertidos en aviones de transporte.
KC-97E
Versión cisterna con las compuertas de carga laterales cerradas de forma permanente. 60 unidades construidas.
C-97F
KC-97F convertidos en aviones de transporte.
KC-97F
Versión cisterna con motores R-4360-59B que proporcionaban 3800 hp y diversos cambios menores. 158 unidades construidas.
C-97G
135 KC-97G convertidos en aviones de transporte.
EC-97G
Conversión en avión ELINT de tres KC-97G.
KC-97G
Versión combinada de avión cisterna y de transporte. Iban equipados con depósitos de combustible bajo las alas. 592 unidades construidas.
GKC-97G
Cinco KC-97G que fueron empleados como aviones de instrucción en tierra.
JKC-97G
Un C-97 modificado para probar los motores de reacción General Electric J47-GE-23, y que después fue designado KC-97L.
HC-97G
Versión de búsqueda y rescate proveniente de aviones KC-97G convertidos. 22 unidades convertidas.
KC-97H
Un KC-97F equipado de manera experimental con un sistema de reabastecimiento diferente al usado normalmente.
YC-97J
Conversión de un KC-97G con cuatro turbopropulsores Pratt & Whitney YT34-P-5 que proporcionaban 4250 kW cada uno. Descartado en favor del Boeing KC-135 Stratotanker.
C-97K
Aviones KC-97G convertidos en transportes de tropas.
KC-97L
81 KC-97G modificados con dos reactores General Electric J47 debajo de las alas.

## Operadores

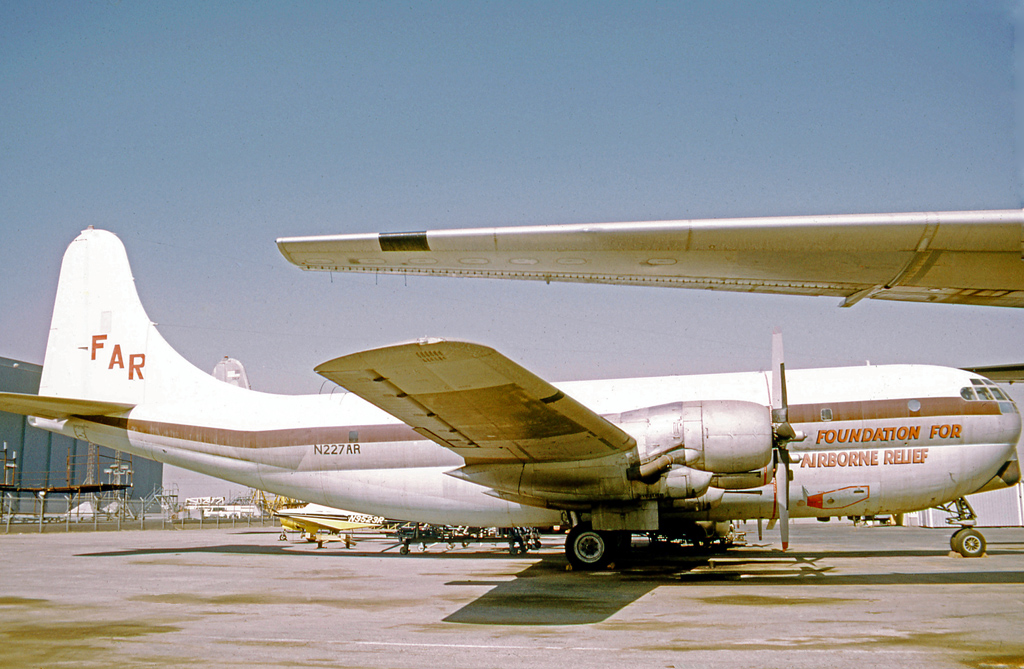
Boeing C-97G de la Foundation for Airborne Relief en el Aeropuerto de Long Beach, California, en 1973.

### Militares
España
- Ejército del Aire de España: tras los acuerdos de 1953 y convenios siguientes, operó tres KC-97L cisterna cedidos por la Fuerza Aérea de los Estados Unidos a finales de 1972, hasta que fueron dados de baja en marzo de 1976.[5]

 Estados Unidos
- Fuerza Aérea de los Estados Unidos
- Guardia Aérea Nacional

 Israel
- Fuerza Aérea Israelí

### Civiles
Alemania
- Berlin Airlift Historical Foundation

 Estados Unidos
- Hawkins & Powers Aviation
- Zantop Air Transport

 Suiza
- Balair

## Supervivientes
En estado de vuelo
C-97G

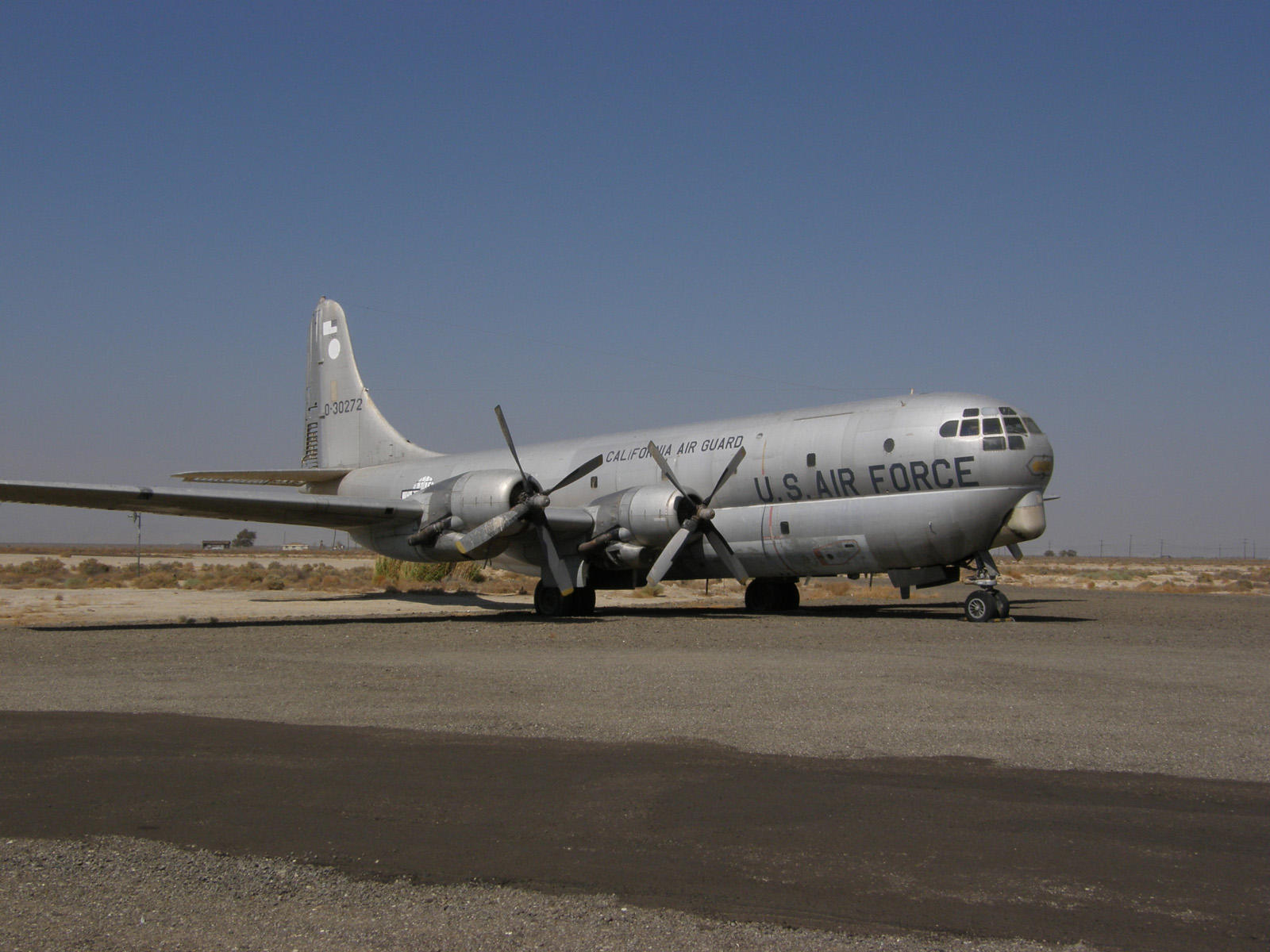
C-97G, anteriormente de la Guardia Aérea Nacional de California, en el Milestones of Flight Museum, Fox Field, Lancaster (California).

- 52-2718 "Angel of Deliverance": Berlin Airlift Historical Foundation en el Hangar B del Floyd Bennett Field en Farmingdale (Nueva Jersey). Está pintado como el YC-97A 45-9595.[6][7]

En exhibición
C-97G
- 52-2626: Pima Air & Space Museum, adjunto a la Base de la Fuerza Aérea Davis-Monthan en Tucson, Arizona.[8]
- 52-2764: en el Don Q Inn, cerca del (actualmente cerrado) Dodgeville Municipal Airport en las afueras de Dodgeville (Wisconsin) (42°59′32″N 90°08′25.5″O / 42.99222, -90.140417). Fue utilizado para grabar anuncios y tiene el fuselaje firmado por Farrah Fawcett.[9]

C-97K
- 52-2799: Museo de la Fuerza Aérea de Israel, Hatzerim Airbase, Beerseba, Israel.[10]

KC-97L
- 123-03: Museo de Aeronáutica y Astronáutica, Aeropuerto de Madrid-Cuatro Vientos, Madrid, España.

## Especificaciones

### Características generales
- Tripulación: Cuatro (piloto, copiloto, oficial e ingeniero de vuelo)
- Capacidad: 96 soldados, 69 camillas o equipamiento cisterna.
- Longitud: 33,7 m (110,6 ft)
- Envergadura: 43,1 m (141,4 ft)
- Altura: 11,7 m (38,4 ft)
- Superficie alar: 161,1 m² (1734,1 ft²)
- Peso vacío: 37 410 kg (82 451,6 lb)
- Peso cargado: 54 420 kg (119 941,7 lb)
- Peso útil: 17 010 kg (37 490 lb)
- Peso máximo al despegue: 79 370 kg (174 931,5 lb)
- Planta motriz: 4× motor radial de 28 cilindros en cuatro filas sobrealimentado y refrigerado por aire Pratt & Whitney R-4360B Wasp Major.
  - Potencia: 2600 kW (3585 HP; 3536 CV) cada uno.

### Rendimiento
- Velocidad máxima operativa (Vno): 603 km/h (375 MPH; 326 kt)
- Velocidad crucero (Vc): 482 km/h (300 MPH; 260 kt)
- Alcance: 6920 km (3737 nmi; 4300 mi)
- Alcance en ferry: 9270 m (30 413 ft)
- Techo de vuelo: 10 670 m (35 007 ft)
- Carga alar: 337,8 kg/m² (69,2 lb/ft²)
- Potencia/peso: 192 W/kg (0,117 HP/lb)

## Aeronaves relacionadas

### Desarrollos relacionados

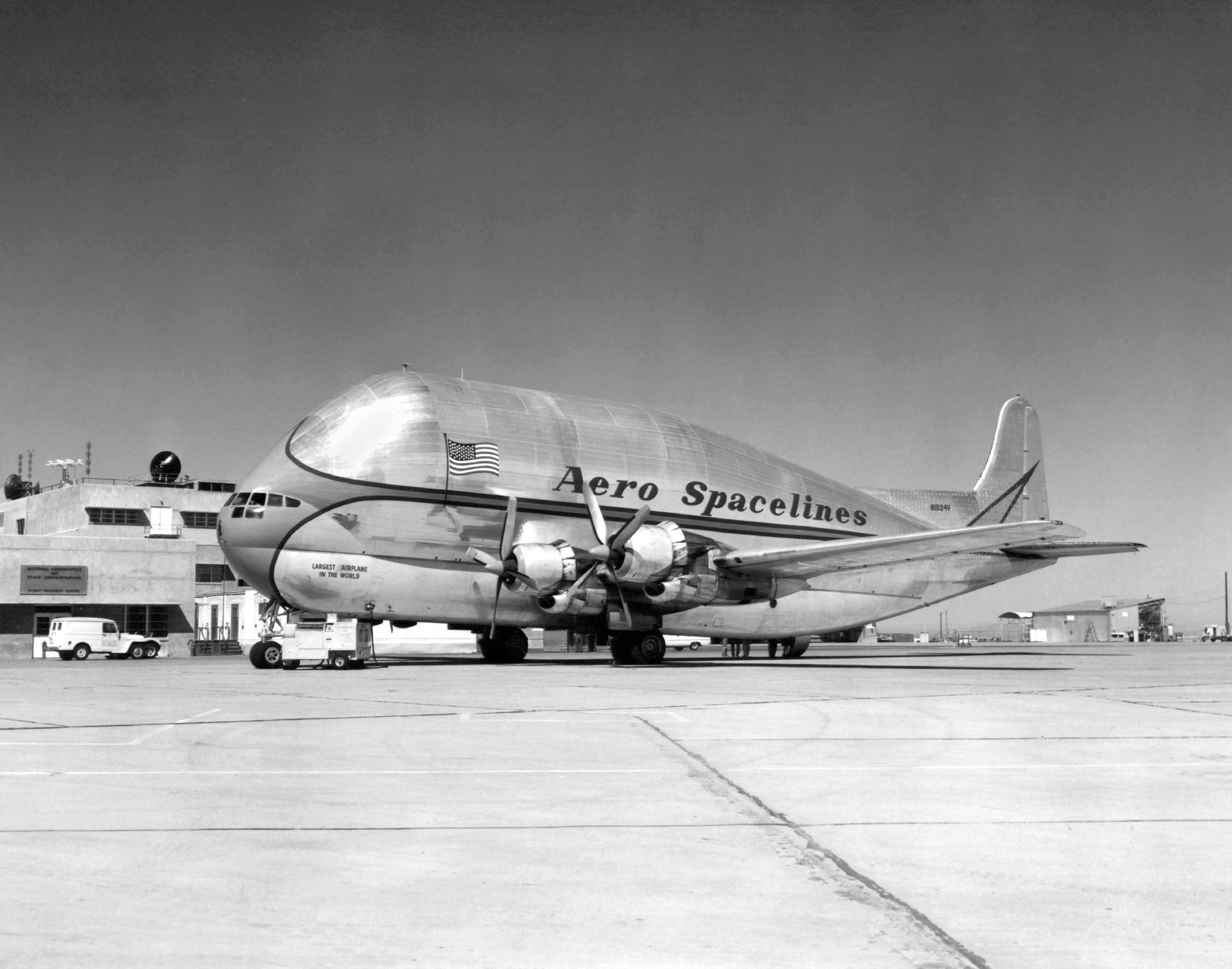
Aero Spacelines Pregnant Guppy de la NASA estadounidense.

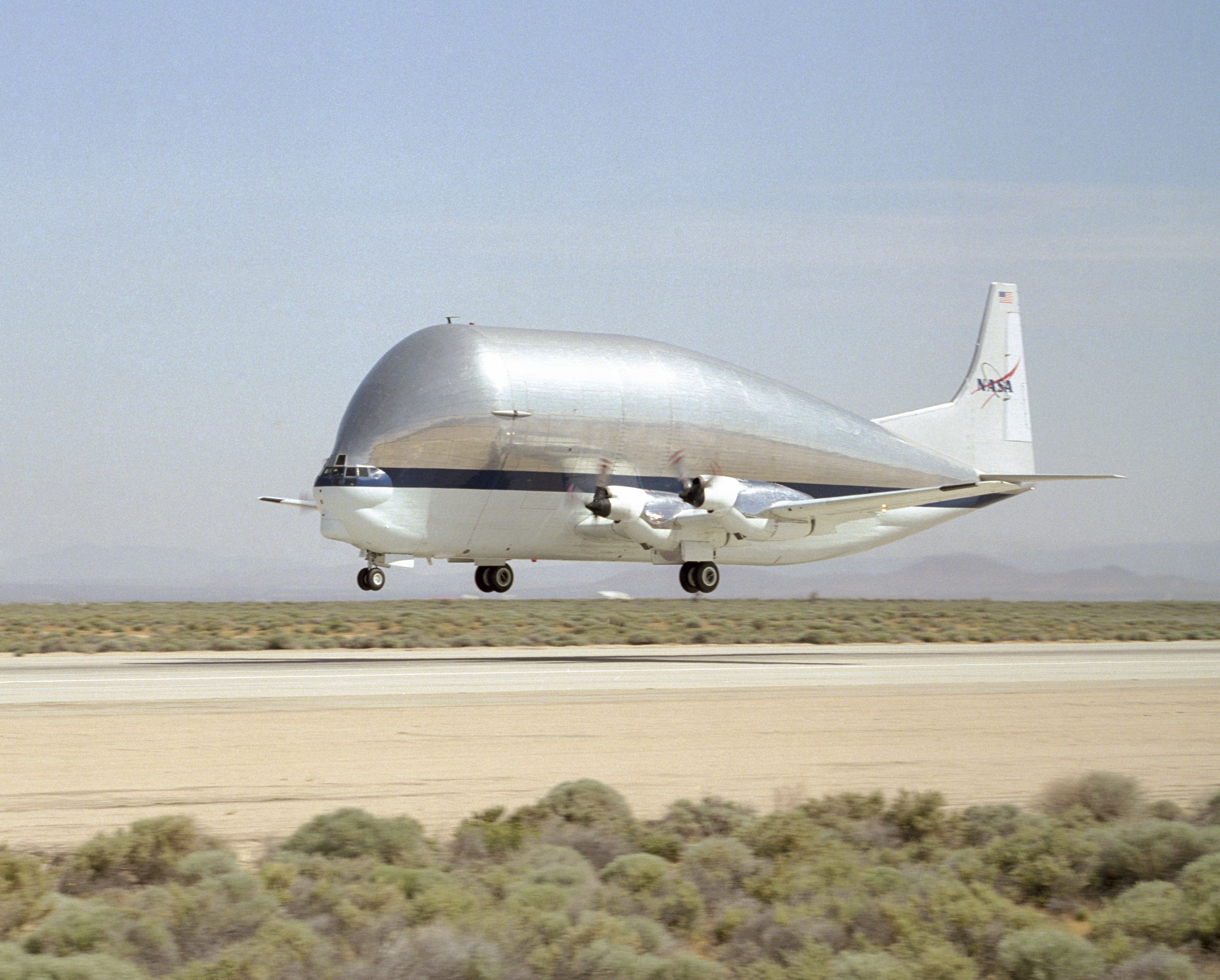
Aero Spacelines Super Guppy de la NASA estadounidense.

- Boeing B-29 Superfortress
- Boeing B-50 Superfortress
- Boeing KC-97 Stratotanker
- Boeing 377 Stratocruiser
- Aero Spacelines Pregnant Guppy
- Aero Spacelines Super Guppy
- Aero Spacelines Mini Guppy

### Aeronaves similares
- Douglas C-124 Globemaster II
- Convair XC-99
- Douglas C-54 Skymaster
- Douglas C-118 Liftmaster
- Lockheed C-69 Constellation
- Lockheed C-121 Constellation
- Lockheed C-130 Hercules
- Lockheed R7V-2/YC-121F Constellation

### Secuencias de designación
- Secuencia Numérica (interna de Boeing): ← 316 - 344 - 345 - 367 - 367-80 - 377 - 400 →
- Secuencia C-_ (Aviones de Carga del USAAC/USAAF/USAF, 1924-1962): ← C-94 - C-95 - C-96 - C-97/KC-97 - C-98 - C-99 - C-100 →